# Talsperre Hněvkovice
Die Talsperre Hněvkovice liegt an der Moldau in Tschechien und ist Teil der Moldau-Kaskade.

## Geschichte
Das 1986 bis 1991 errichtete Bauwerk liegt etwa vier Kilometer Luftlinie südlich der Stadt Týn nad Vltavou im Okres České Budějovice. Die im Stauraum gelegenen Dörfer Buzkov, Jaroslavice und Pardovice wurden dabei größtenteils aufgelöst. Die Talsperre dient in erster Linie der Sicherstellung der Versorgung des Kernkraftwerks Temelín mit Kühlwasser. Dieses liegt etwa fünf Kilometer westlich der Anlage. Daneben dient die Anlage der Energieerzeugung und dem Hochwasserschutz.

## Stauanlage
Die Staumauer ist eine Gewichtsstaumauer. Sie staut den Fluss zu einem mehrere Kilometer langen See, der neben dem Betrieb auch als Erholungsgebiet dient.

## Wasserentnahme
Der Hauptzweck der Anlage ist die Sicherstellung der Kühlwasserversorgung des Kernkraftwerks Temelín. Dieses liegt etwa fünf Kilometer westlich der Anlage. Das Wasser wird über zwei 6,2 km lange unterirdische Rohrleitungen ins Kraftwerk geleitet. Die Rohre haben einen Durchmesser von 1,6 m und entnehmen der Moldau im Durchschnitt 1,625 m³/s. Das benutzte Kühlwasser wird flussabwärts bei der Staustufe Kořensko wieder in den Fluss zurückgeleitet. Um die Versorgung des Kernkraftwerks zu gewährleisten, darf der Wasserstand nicht unter 365 m. ü. M abgesenkt werden.

## Kraftwerk
Im westlichen Teil der Mauer liegt das Kraftwerk. Es ist mit zwei Kaplanturbinen mit einem Durchmesser von je 2,4 m ausgerüstet. Bei einer Fallhöhe zwischen 9,3 m und 14,8 m  leisten sie jeweils bis zu 4,7 MW.

## Hochwasserüberlauf
In der Mitte der Staumauer befinden sich drei Hochwasserentlastungsanlagen. Sie sind jeweils zwölf Meter breit und mit 7 m hohen Segmentwehren ausgestattet. Sie sind zusammen in der Lage, 1011 m³/s abzuführen.

## Schleuse
Auf der Ostseite liegt eine Schleuse. Das Becken ist 45 m lang und 6 m breit. Die Anlage ist theoretisch für Schiffe bis zu 300 t ausgelegt, ist derzeit jedoch nicht für den Betrieb ausgebaut.